# Длігач Андрій Олександрович
Андрій Олександрович Длігач (28 липня, 1972, Київ) — український підприємець, науковець та громадський діяч. Засновник групи компаній Advanter Group та міжнародної бізнес-спільноти Board, співзасновник Центру економічного відновлення.

## Біографія
Андрій Длігач народився у Києві 1972 року. У дитинстві захоплювався моряцькою справою, програмуванням. У 1995 році здобув вищу освіту в Київському політехнічному інституті за двома спеціальностями: «Маркетинг у виробничій сфері» та «Математичні методи оптимізації систем».
Андрій Длігач є розробником першої програми перевірки написання текстів українською мовою під MS-DOS (Ukrcheck, 1990), Windows (DarWin, 1991) та MacOS («Правопис», 1993). А у 1994 році його програмні розробки були придбані CDV Apple Computer IMC (представництво Apple в Україні).
З 1994 року працював керівником відділу маркетингу та програмного забезпечення CDV Apple Computer IMC. З 1997 року став директором з маркетингу та розвитку бізнесу CDV Distribution, а також співзасновником та головний менеджером в американській компанії SMK (Software MacKiev).
З 1997 року брав участь у заснуванні та роботі Української Асоціації Маркетингу (УАМ) як провідний експерт.
У 1995 році заснував консалтингову компанію Advanter Group, яка спеціалізується у сфері маркетингу.
З листопада 2019 року Длігач є членом Громадської організації «Об'єднання Маркетологів України».
У 2020 році Андрій співзаснував Центр економічного відновлення. У тому ж році став співзасновником, членом правління і головним візіонером Фінансово-технологічної компанії Investudio.
У 2020—2021 роках — координатор і розробки Національної економічної стратегії 2030.
З 2022 року — голова Ради Коаліції бізнес-спільнот за модернізацію України, що об'єднує 95 бізнес-асоціацій та клубів, а з 2023 року — стратегічний радник з питань розвитку бізнесу та інвестицій на громадських засадах в UkraineInvest.
Кращий тренер і консультант з маркетингу та стратегічного управління в Україні за професійними рейтингами (Ukrainian Marketing Awards, TradeMaster).
Співзасновник стартапів ZooZy, Payris, «Траєкторія розвитку дитини» та бренду молочних продуктів Mimimilk. Член Рад директорів Advisory Board, DAN.IT School, Kness та Digital Transformation Institute.

## Наукова та викладацька робота
З 1995 року продовжив навчання у Київському політехнічному інституті в аспірантурі за напрямом «Підприємництво, менеджмент, маркетинг». У 1999 році здобув вчений ступінь кандидата економічних наук.
З 1995 по 2002 роки викладач курси «Міжнародна економіка» та «Ціноутворення» у Київському політехнічному інституті на посаді доцента кафедри промислового маркетингу.
З 2002 року по теперішній час працює на економічному факультеті у Київському національному університеті імені Тараса Шевченка, викладає курси «Стратегічне управління», «Бренд-менеджмент», «Економіка зарубіжних країн», «Маркетингова цінова політика», «Міжнародне ціноутворення» на посаді професора кафедри міжнародної економіки та маркетингу та з 2023 року — кафедри маркетингу та бізнес-адміністрування.
З 2005 року навчався в докторантурі Київського національного університету імені Тараса Шевченка за спеціальністю «Світова економіка». У 2016 році захистив докторську дисертацію «Системно-рефлексивне стратегічне маркетингове управління в діяльності підприємств в Україні» і здобув науковий ступінь доктора економічних наук за спеціальністю «Економіка та управління підприємствами (за видами економічної діяльності)».
З 2012 року є членом редакційної колегії спеціалізованих журналів «Маркетингові дослідження в Україні» та «Маркетинг і реклама».
З 2016 по 2017 роки був радником та експертом в Комітеті з розробки Національної експортної стратегії України (Міністерство економічного розвитку і торгівлі).
З 2018 року викладав у Київській школі економіки KSE як запрошений професор кафедри менеджменту. Постійний запрошений викладач у Львівській бізнес-школі LvBS, з 2007 по 2018 роки викладав у бізнес-школі MIM-Kyiv (Міжнародний Інститут Менеджменту).
У 2023 році як запрошений професор викладав курс Countries and Markets in a Global Economy в American University in Kyiv.

### Авторські курси
Автор концепції системно-рефлексивного маркетингу, концепції трициклічного управління, концепції бренд-менеджменту s-brands.
Автор і викладач першого в Україні масового онлайн курсу Бренд-менеджмент", 2013 р. (понад 8000 слухачів) в рамках проекту MOOC (масових онлайн курсів) — «Університет онлайн», Київський національний університет імені Тараса Шевченка.
Автор першого в Україні змішаного курсу навчання (blended-learning) «Стратегічний маркетинг», 2014 р.

## Громадська діяльність
У 2012 році Андрій Длігач разом з Юрієм Зозулею і Юрієм Ярошенком заснував рух активних людей FreeGen. Тоді ж разом з Валерієм Пекарем, Ігорем Харченком та Кирилом Стеценком заснував Українських республіканський клуб.
З 2014 року — активний учасник розробки економічних реформ, зокрема системи електронних публічних закупівель (Prozorro), земельної реформи, податкової реформи. У тому ж році став співзасновником і координатором ГО «Всеукраїнська громадянська платформа „Нова країна“».
У 2015—2016 роках автор і ведучий радіопрограми «Про реформи» разом із Юрієм Гусєвим на радіо Європа Плюс.
У 2016 році автор і ведучий телепрограми Bloggers на каналі Савіка Шустера 3S TV.
У 2017 році став співініціаторм Ініціативи «21 листопада» (разом з Олександром Ткаченком і Валерієм Пекарем). Розробник ціннісної платформи України.
У 2017—2019 роках — співініціатор, член громадської ради телевізійного проєкту «Нові Лідери» на каналі ICTV.
З 2020 року — співзасновник асоціації індустрії гостинності HTL.
Влітку 2022 року разом з Євгеном Глібовицький, Олександром Солонтаєм, Валерієм Пекарем та іншими ініціював підписання Маніфесту громадянського суспільства «Луганська декларація», який об'єднав декілька сотень громадських організацій.
З 2022 року Андрій Длігач став співавтор Антикорупційної податкової реформи (відомої також як 10-10-10(+3)).
З 2023 року — керівник проєкту «Голос Громадянського суспільства» з обговорення і консолідації позицій щодо державних політик між Урядом, громадськими експертами і бізнесом.

## Інша діяльність
Андрій Длігач є автором трьох поетичних збірок під псевдонімом André Demiré, постійним учасником фестивалів авторської пісні в замку Радомисль та актором-любителем.
Хобі та захоплення: сальса, великий теніс, футбол, театр, поезія, музика (гітара, клавішні інструменти), інтелектуальні гри (на початку 2000-х років гравець Вищої ліги «Що? Де? Коли?» в Україні).